# Joseph Zhang Yinlin
Joseph Zhang Yinlin (chiń. 張銀林; ur. 27 marca 1971) – chiński duchowny katolicki, biskup Jixian od 2016.

## Życiorys
Święcenia kapłańskie otrzymał 17 sierpnia 1996.
Wybrany biskupem koadiutorem biskupa Thomasa Zhang Huaixin. Sakrę biskupią przyjął z mandatem papieskim 4 sierpnia 2015. 8 maja 2016 został biskupem ordynariuszem Jixian.